# Sega (strumento)

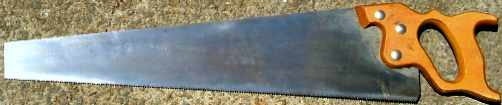
Il saracco, la classica sega da legno

Una sega è un attrezzo atto a tagliare legno o altri materiali, al fine di dividere un pezzo di materiale in parti più piccole secondo le misure desiderate.
Consiste in una lama dentata che può essere diritta, circolare o a nastro, fissata su di un supporto per permetterne l'uso manuale o motorizzato.
La sega può anche essere usata come strumento musicale (vedi sega musicale).
Sebbene la mitologia greca attribuisca a Perdix, nipote di Dedalo, l'invenzione della sega, reperti di legno dell'antico Egitto suggeriscono un'origine più antica (Egitto predinastico).

## Terminologia
Tallonela parte più vicina all'impugnatura.
Puntala parte più lontana dall'impugnatura.
Lamail lato con i denti.
Dorsoil lato opposto alla lama.
Dentipiccole punte o dentini taglienti posti lungo il lato tagliente (lama). I denti non sono complanari alla lama, ma sono allicciati, cioè leggermente piegati alternativamente a destra ed a sinistra. L'allicciatura (o il "dare strada" alla sega) serve per avere un taglio più largo dello spessore della lama, in modo da diminuire l'attrito tra la lama ed il pezzo, evitando così il surriscaldamento, e per facilitare lo scarico della segatura. Per allicciare a mano si usa la pinza stradasega o la licciarola.
Gulletl'incavo tra le punte di due denti
Punti per pollice (25 mm)La più comune misura di frequenza dei denti di una lama di una sega. Viene misurata accostando il vertice, o punta, di un dente al principio di un righello, e quindi contando quanti denti sono contenuti nella misura di un pollice (25mm) di lunghezza, contandoli per eccesso. Per ogni pollice, vi sarà sempre una punta in più del numero dei denti (ad es., una sega con 14 punte per pollice avrà 13 denti per pollice, una sega con 10 punti per pollice avrà 9 denti per pollice). Alcune seghe non hanno lo stesso numero di denti per pollice lungo tutta la loro lunghezza, ma la maggior parte di esse presenta tale caratteristica.

## Tipi di seghe

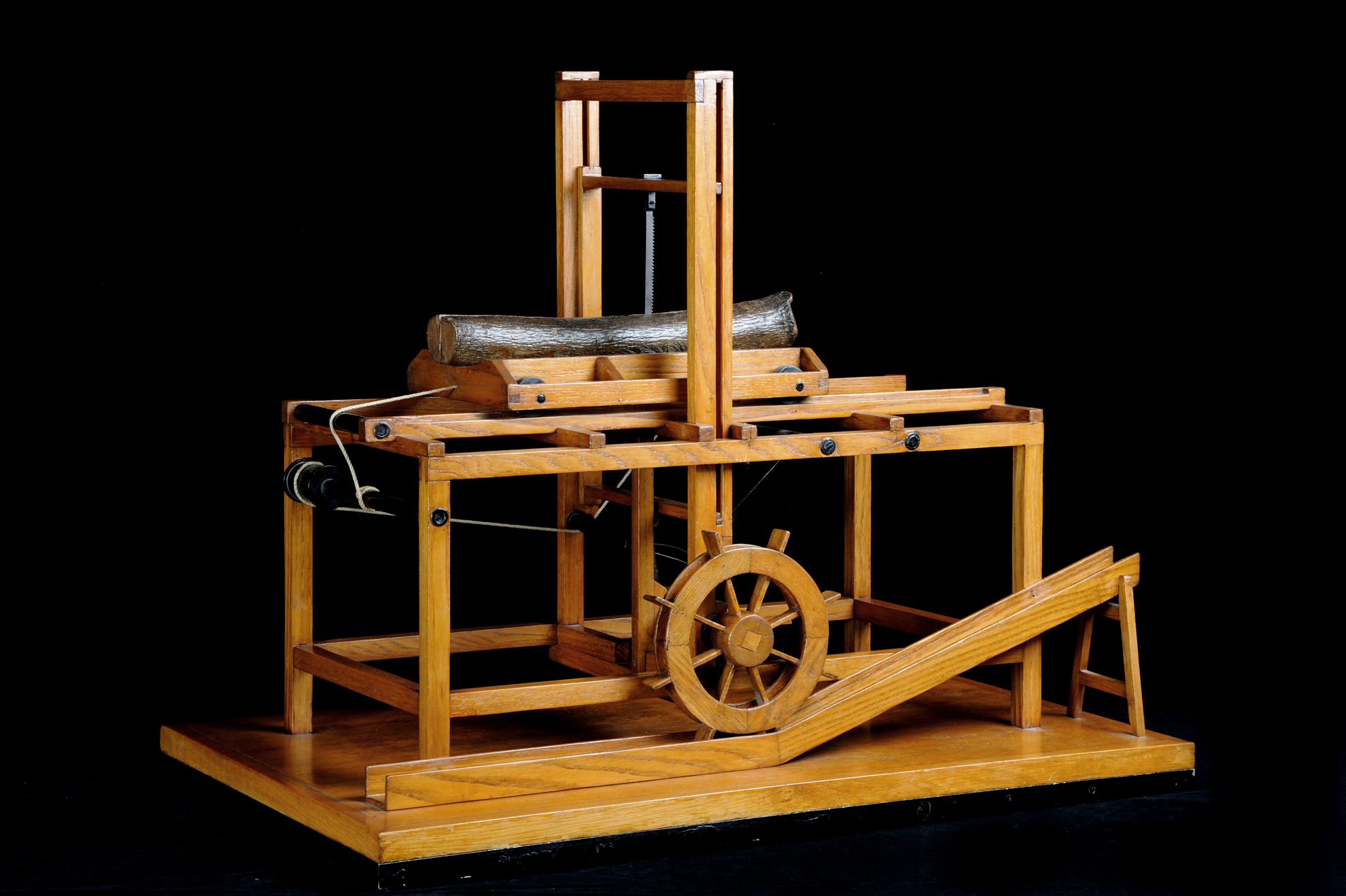
Ricostruzione di sega idraulica di Leonardo da Vinci (Codice Atlantico, foglio 1078) esposta presso il Museo nazionale della scienza e della tecnologia Leonardo da Vinci, Milano. Questa sega ad avanzamento meccanico viene messa in funzione dall'energia idraulica.

C'è un diverso numero di categorie di seghe, tutte con il medesimo scopo, cioè tagliare le più grandi parti di legno o altro materiale in parti più piccole.
La prima e più grande divisione è fra:
- le seghe a mano
- le seghe a motore.

### Seghe a mano
Le seghe a mano a loro volta si dividono in due categorie generali, definite dal modo in cui si presenta la lama:
- le seghe a lama libera, ove la lama non viene tesa da alcunché, ma la sua rigidità è dovuta solamente alle sue caratteristiche costruttive. Fanno parte di questa categoria:
  - il saracco, la sega a dorso ed il gattuccio, che hanno l'impugnatura fissata ad una estremità della lama;
  - la sega a costola, che ha la lama fissata longitudinalmente alla fine di una lunga impugnatura;
  - la sega da perni, che ha una lama orizzontale dotata di impugnatura superiore e serve per tagliare a filo elementi sporgenti dalla superficie;
  - la sega giapponese, che ha la lama fissata su una impugnatura, ma ha la caratteristica che taglia nella fase di trazione e non di spinta, e può avere così una lama meno rigida;
  - la sega da boscaiolo, con lama lunga ed impugnature alle due estremità.
  - la sega a fili d'acciaio tipo survival la sua caratteristica di leggerezza e di minimo ingombro la rendono utile per chi si sposta a piedi. Utile solo per piccoli tagli.
- le seghe a lama intelaiata, ove la lama viene tesa da un apposito telaio o arco. Fanno parte di questa categoria:
  - la sega a telaio o sega da falegname, costituita da un telaio in legno a forma di H formato da due montanti ed una traversa, dove nella parte inferiore viene montata la lama, innestata su due caviglie che permettono di variarne anche l'inclinazione, mentre nella parte superiore si trova una corda che tramite la torsione applicata da un apposito tenditore mette in trazione la lama. Il tenditore è costituito da una stecca di legno detta nottola, che da una parte è infilata all'interno della corda, mentre dall'altra fa scontro sulla traversa;
  - la sega ad arco, dove la tensione della lama viene ottenuta tramite l'elasticità di un arco di metallo. Fanno parte di questa categoria:
    - il seghetto da traforo, che permette di effettuare precisi tagli figurati su materiali di poco spessore;
    - il seghetto per metalli, per tagliare materiali metallici di sensibile spessore;
    - la sega ad arco per legno, per lavori pesanti, quali taglio di tronchi o di legno di notevole spessore.[1]

### Seghe a motore
Le seghe a motore hanno il movimento della lama azionato da un motore. Troviamo in questa categoria:
- il seghetto alternato (altrimenti detto alternativo), nel quale il motore imprime alla lama un movimento alternato. Negli attrezzi portatili la lama è fissata solo ad un estremo, e fa più o meno un lavoro simile a quello del seghetto da traforo, mentre nelle segatrici da banco la lama è fissata da tutte e due le estremità.
- la sega circolare, alla quale il motore imprime un moto rotatorio. Può essere montata su un attrezzo portatile oppure su un apposito bancale. È il tipo di sega montato anche sulle troncatrici per metallo o per materiali edili.
- la sega a nastro. Questa segatrice meccanica è composta principalmente da una struttura alle cui estremità sono fissate due ruote sulle quali passa la lama: la prima ruota è motorizzata e trasmette la forza motrice che fa muovere la lama, la seconda è una ruota folle ma ha il compito di fare da guida e da tenditore alla lama, in quanto questa deve lavorare con una pressione proporzionale al tipo di materiale e alla velocità di taglio. La lama può essere spessa uno o più millimetri. La segatrice è dotata di un sistema per tagliare pezzi inclinati, morsa di fissaggio pezzi e sistema di lubrificazione. Esistono anche segatrici con caricatore automatico di barre per pezzi di grande quantità, inoltre è possibile utilizzare anche il sistema a controllo numerico che permette di eseguire pezzi molto precisi rispetto alla registrazione manuale.
- la motosega, nella quale l'elemento tagliente è costituito da una catena con denti taglienti.
- la sega a tazza per effettuare fori di grande diametro.

## Galleria d'immagini

Seghe a mano a lama libera
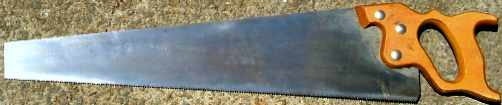
Il saracco, la classica sega per legno
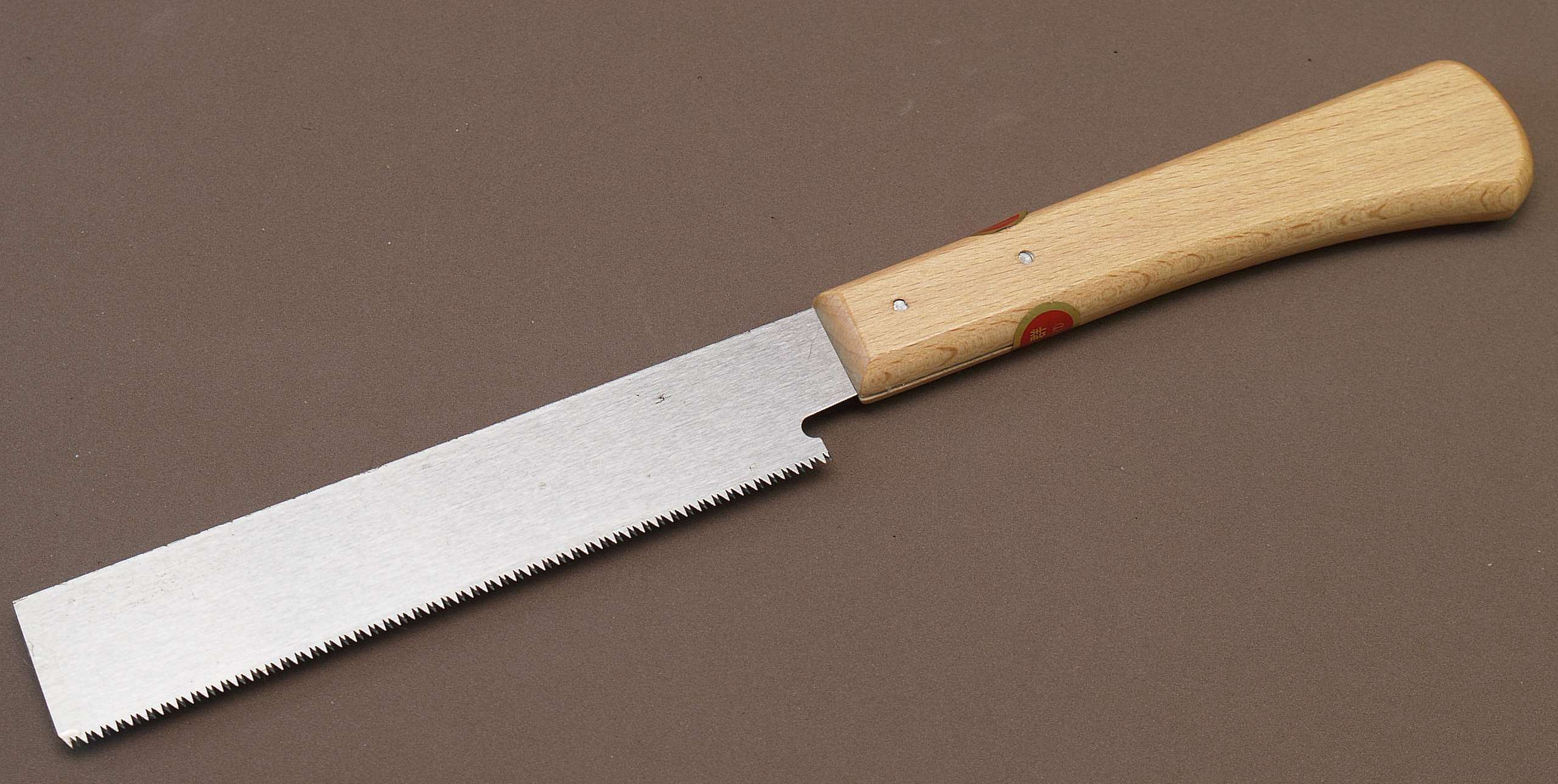
Un tipo di sega giapponese
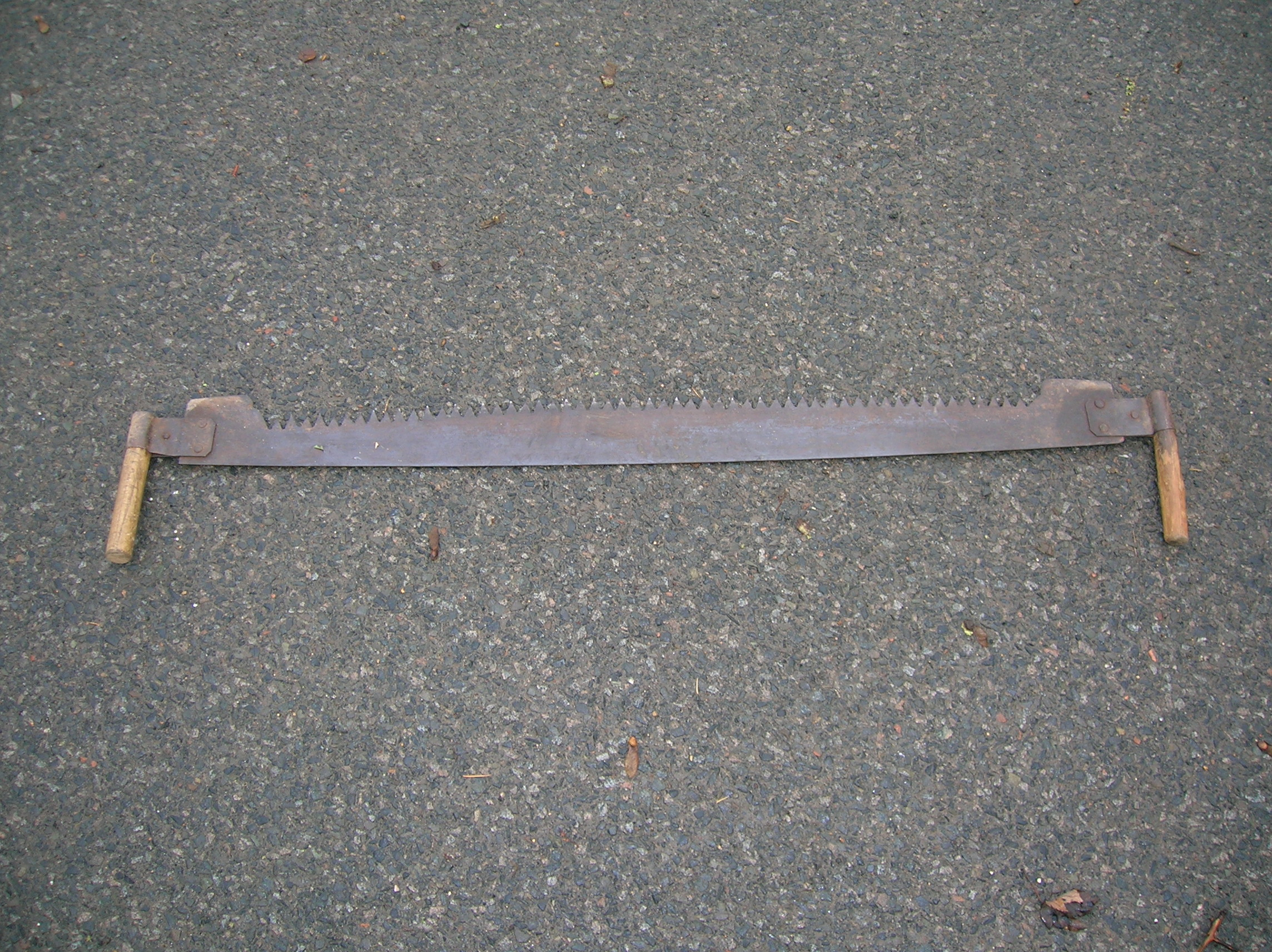
La sega da boscaiolo
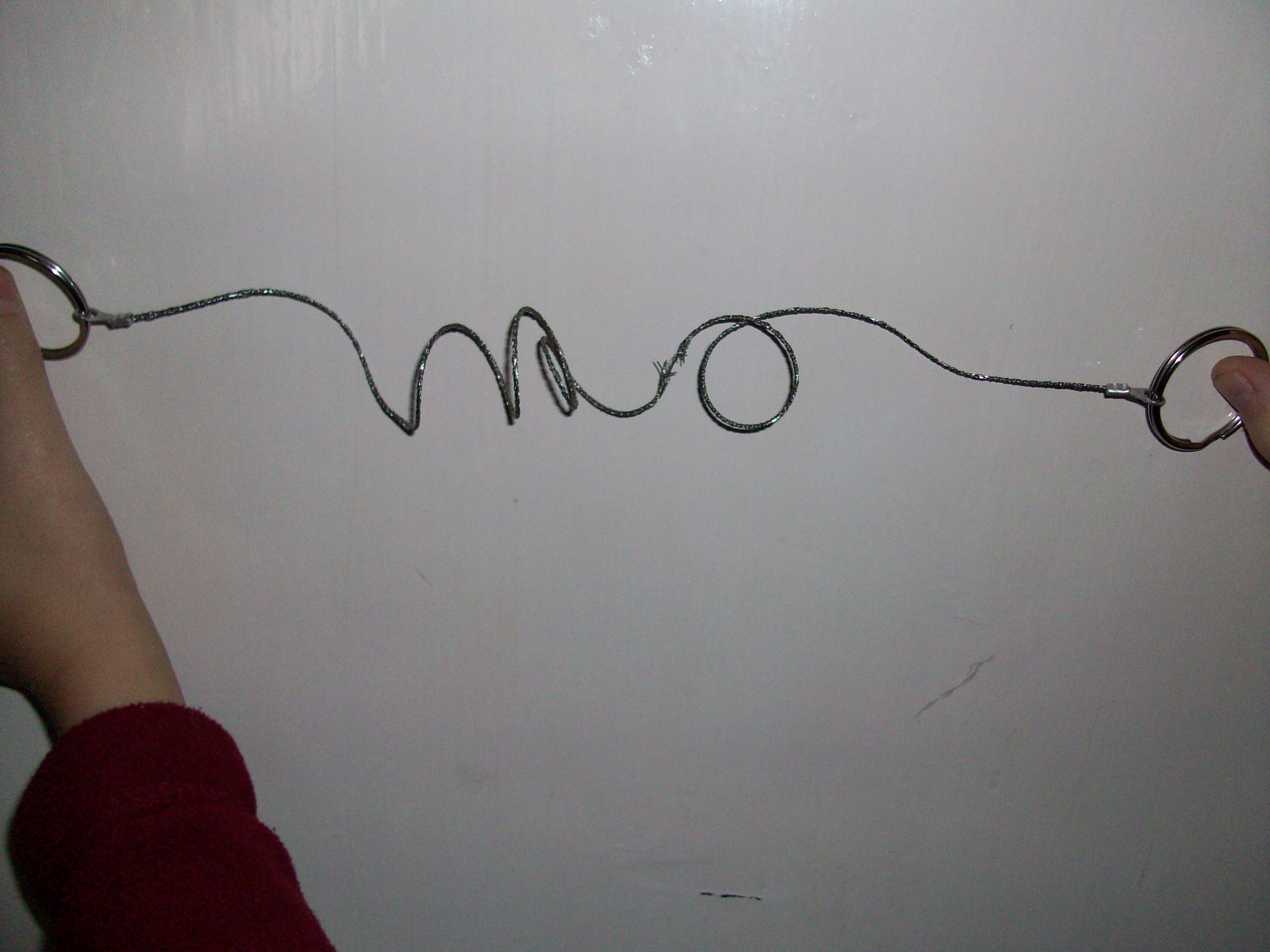
Sega a fili d'acciaio tipo survival; notare che alcuni fili sono spezzati al centro ma ancora funzionante; utile solo per piccoli tagli

Seghe a mano a lama intelaiata
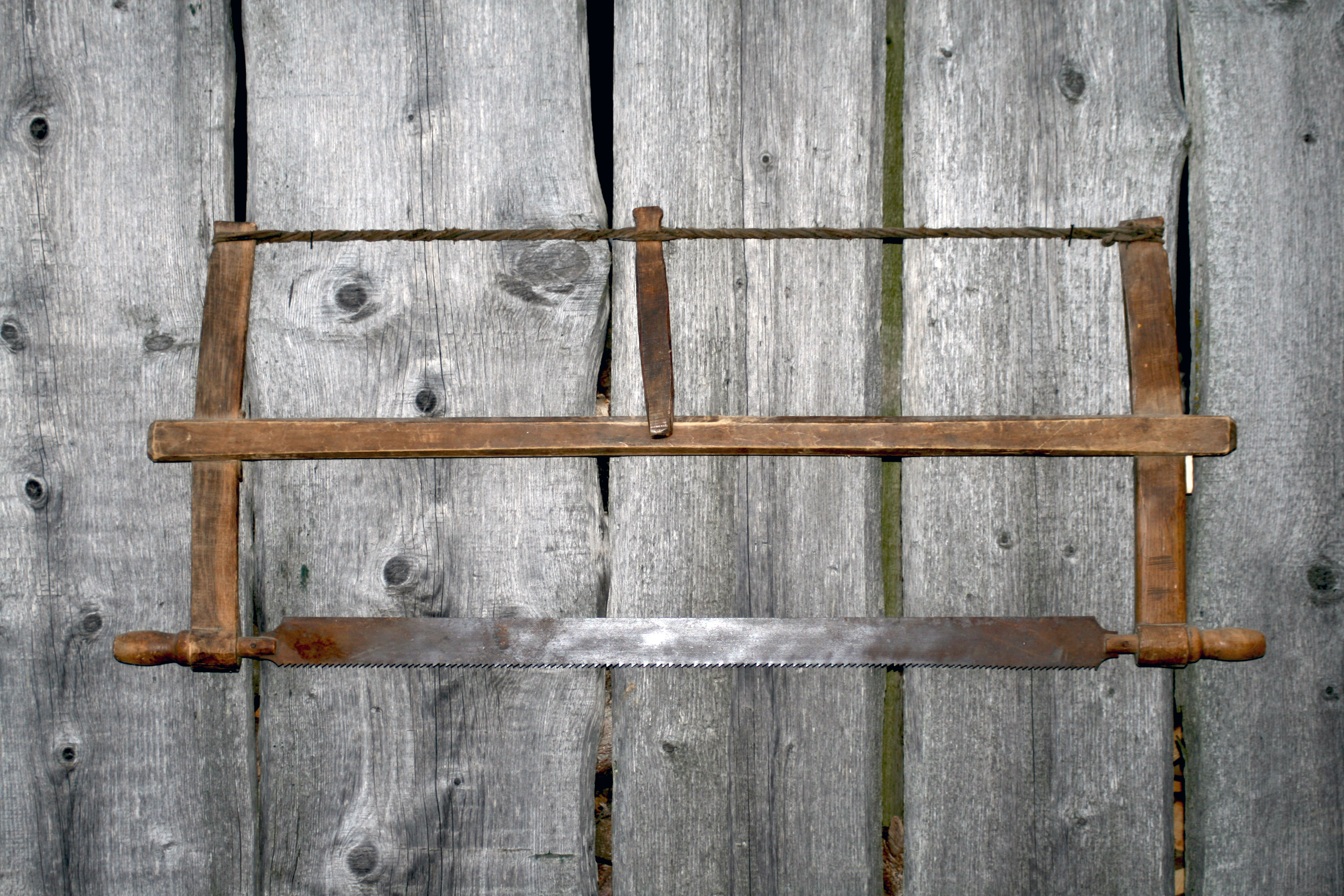
Sega a telaio
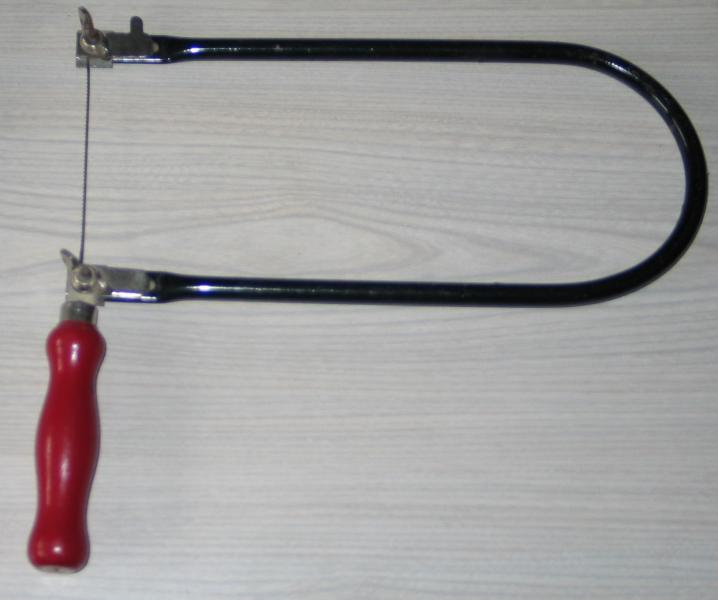
Seghetto da traforo
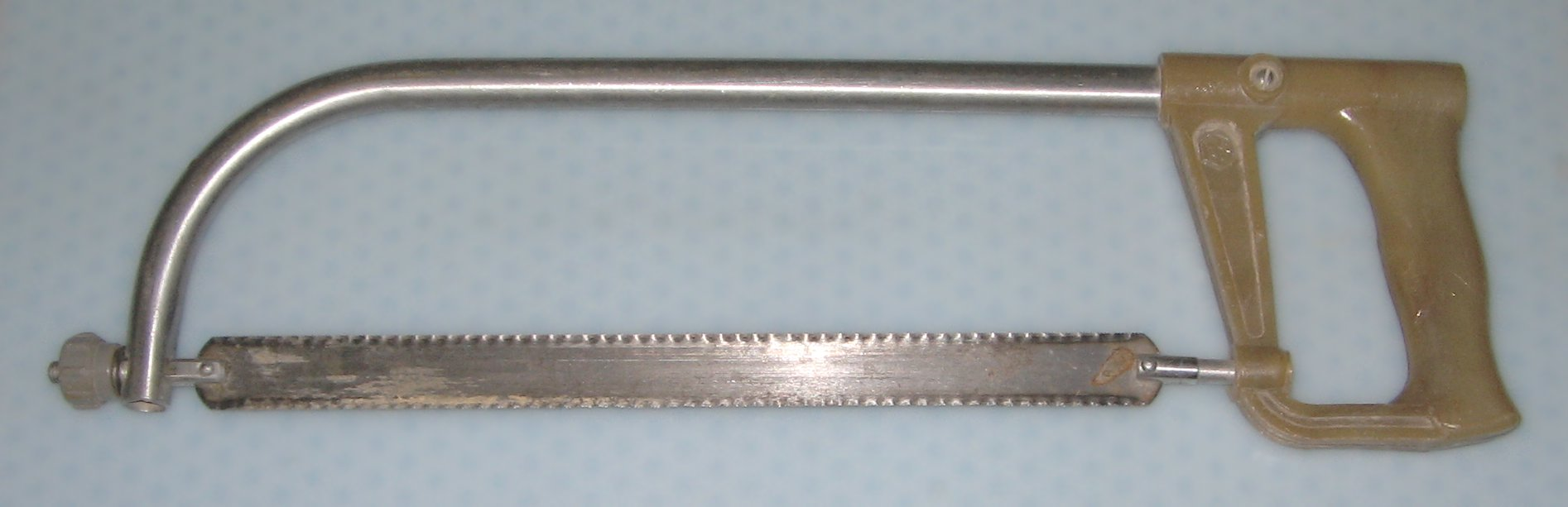
Seghetto per metallo
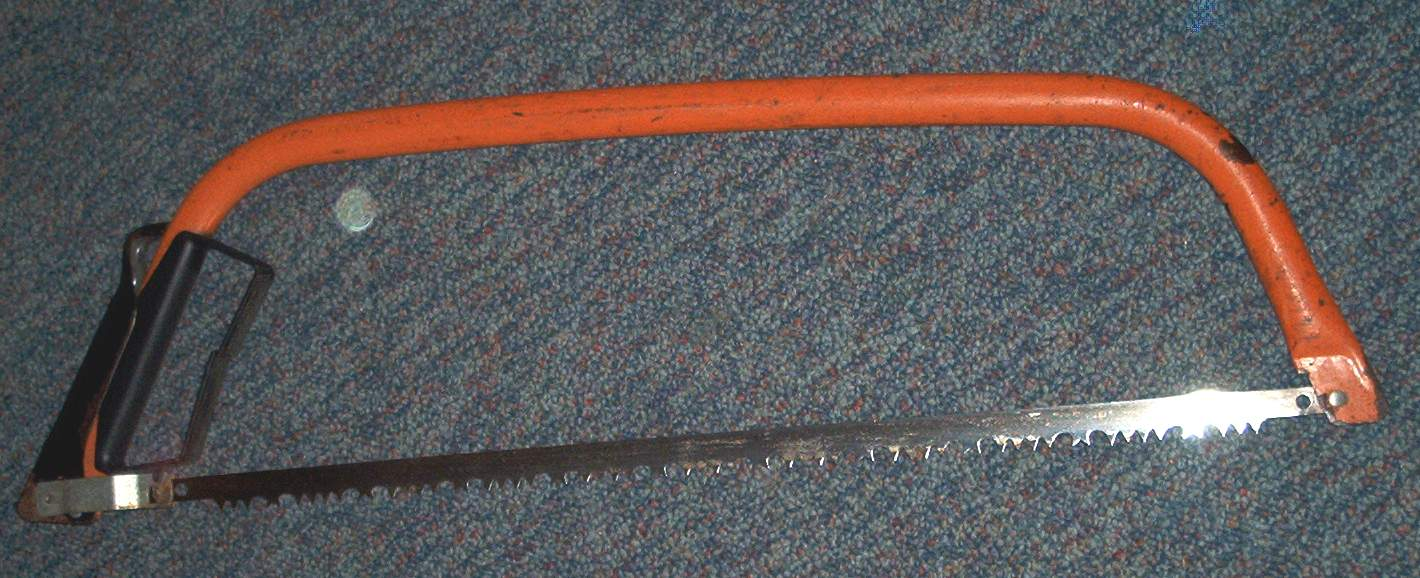
Sega ad arco per legno

Seghe a motore portatili
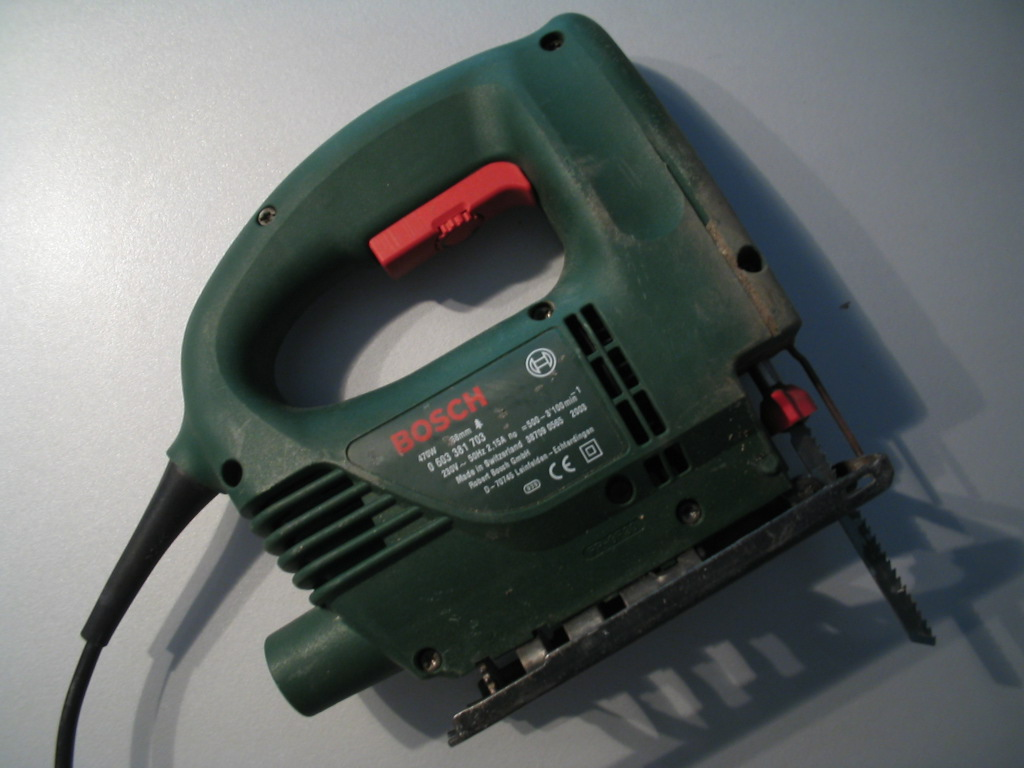
Seghetto alternato (altrimenti detto alternativo) portatile
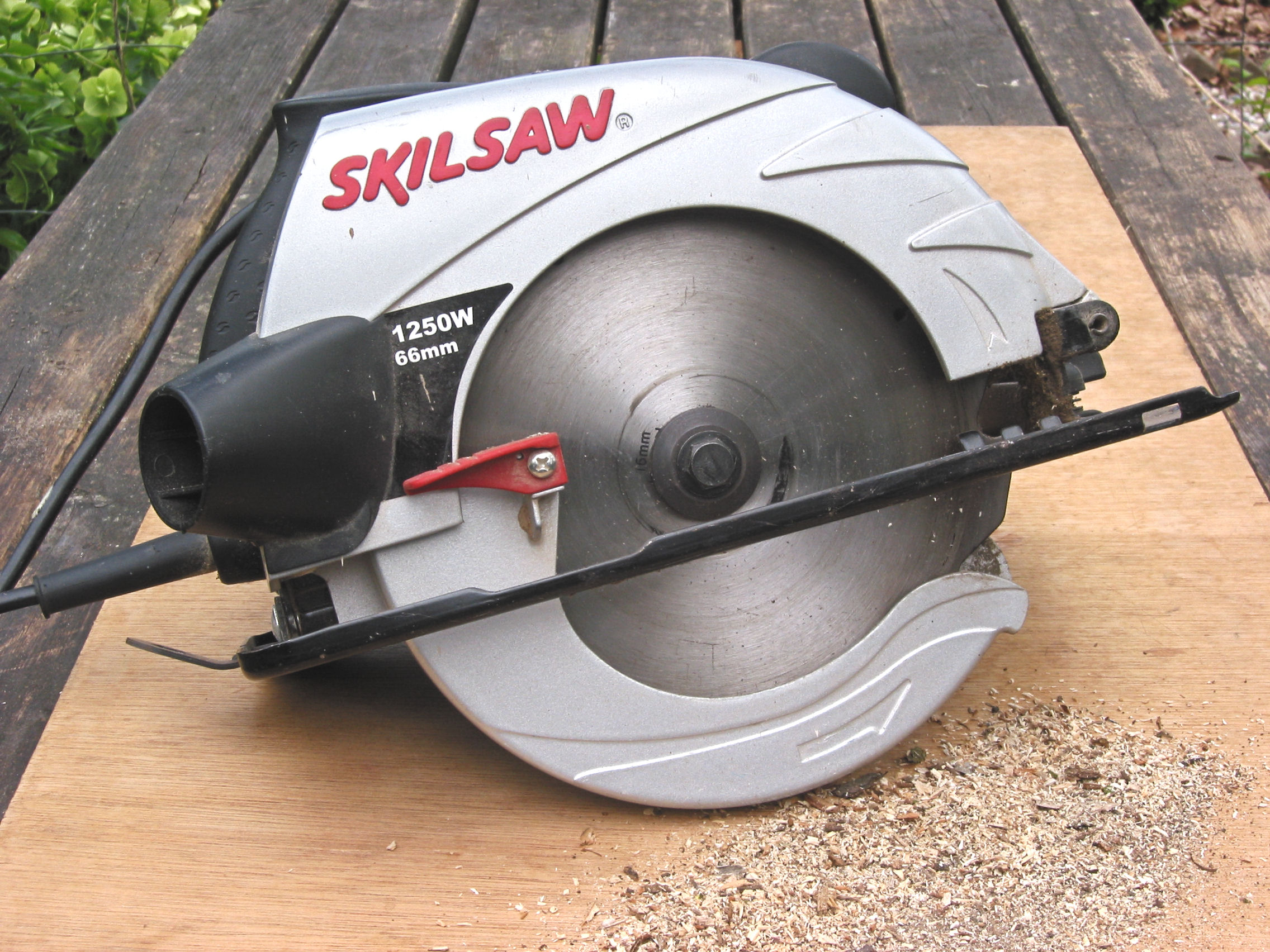
Sega circolare portatile
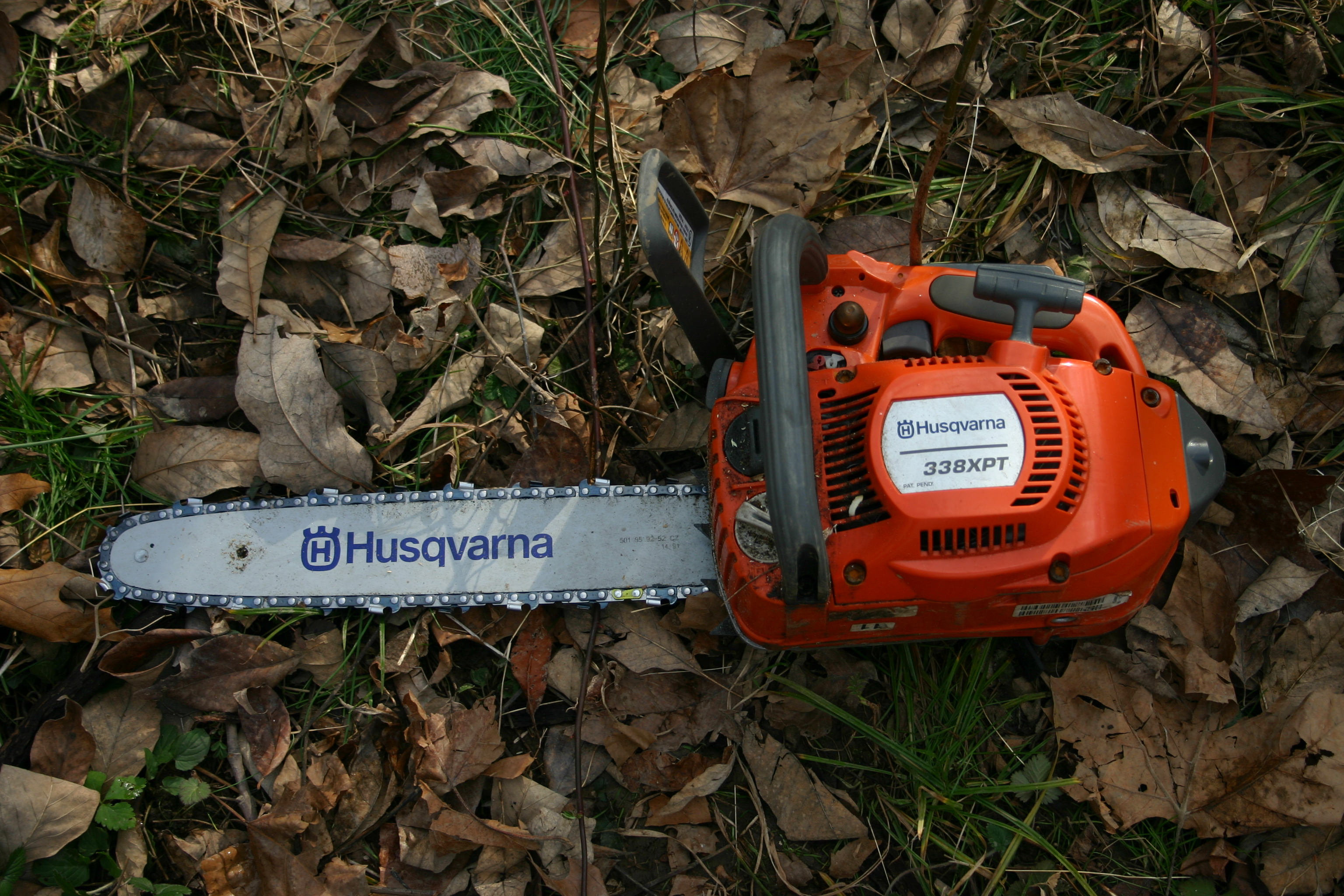
Motosega a catena
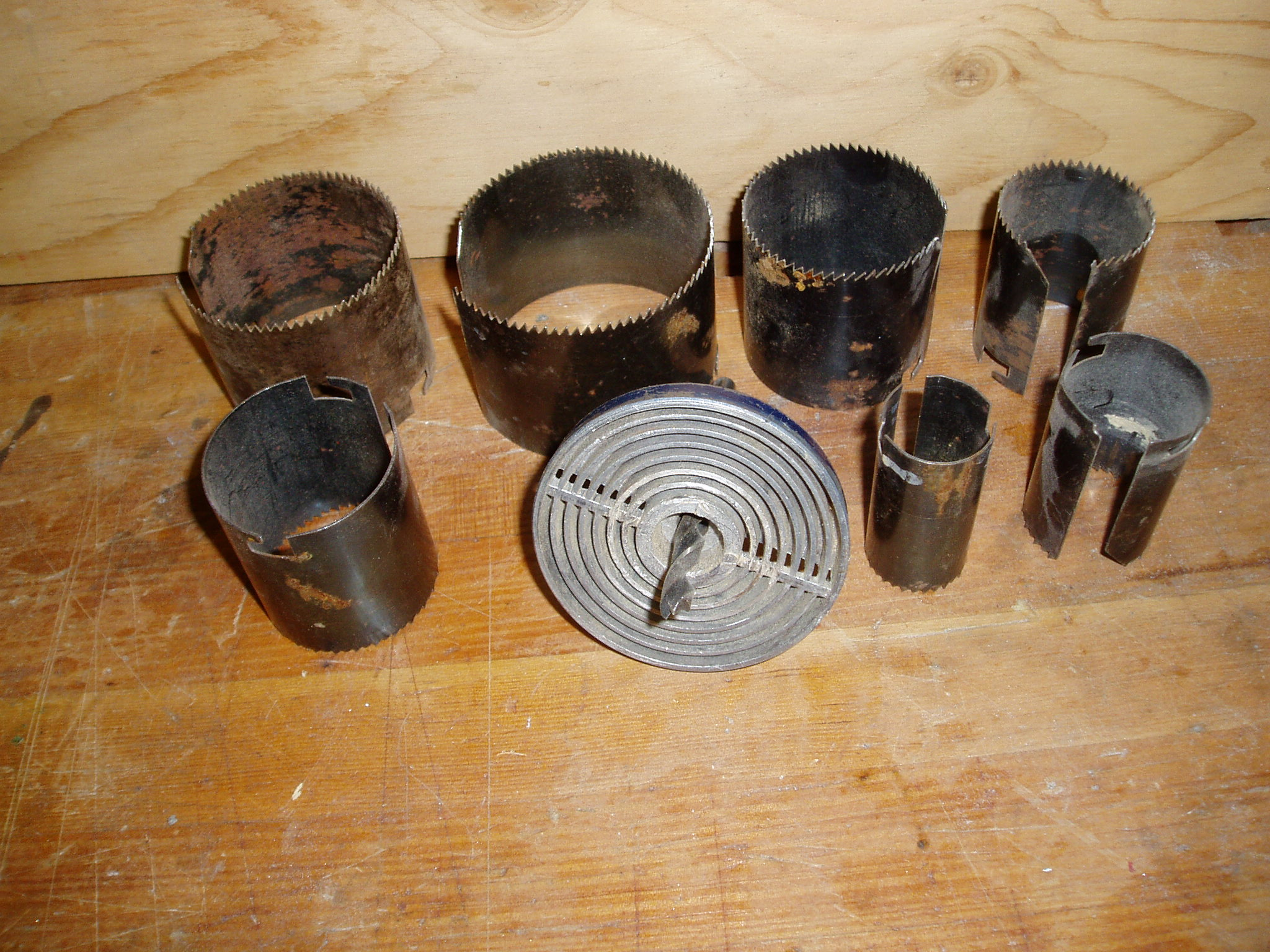
Sega a tazza

Seghe a motore da banco
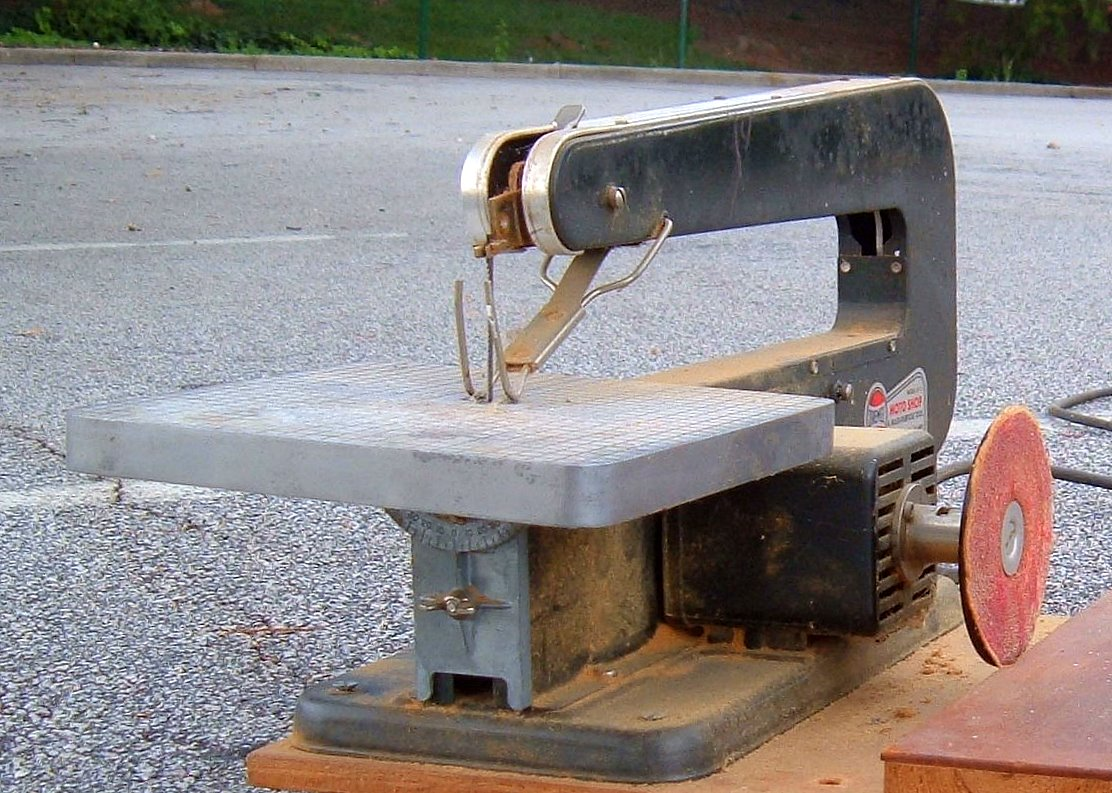
Seghetto alternativo da banco
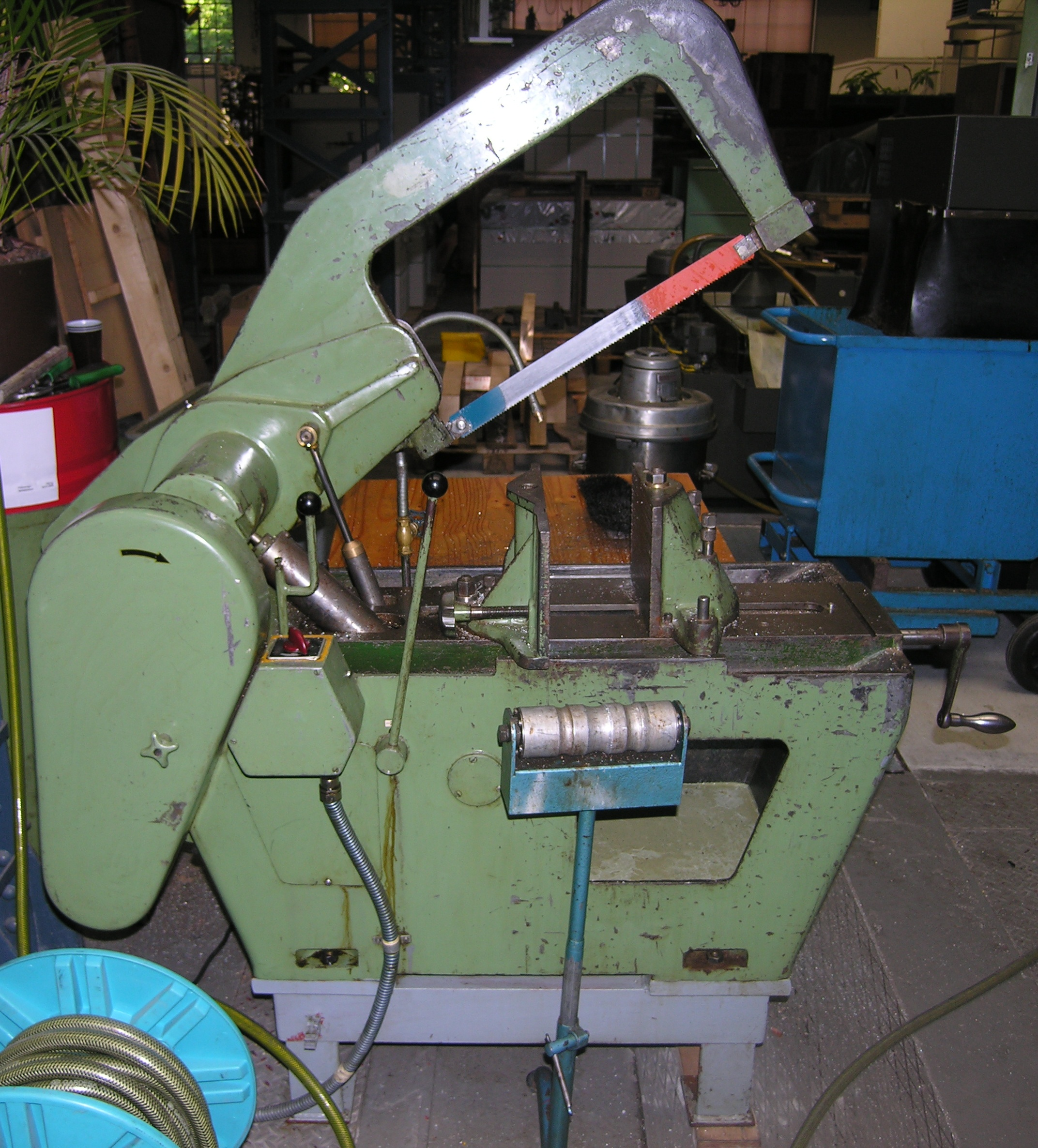
Sega alternativa per metalli
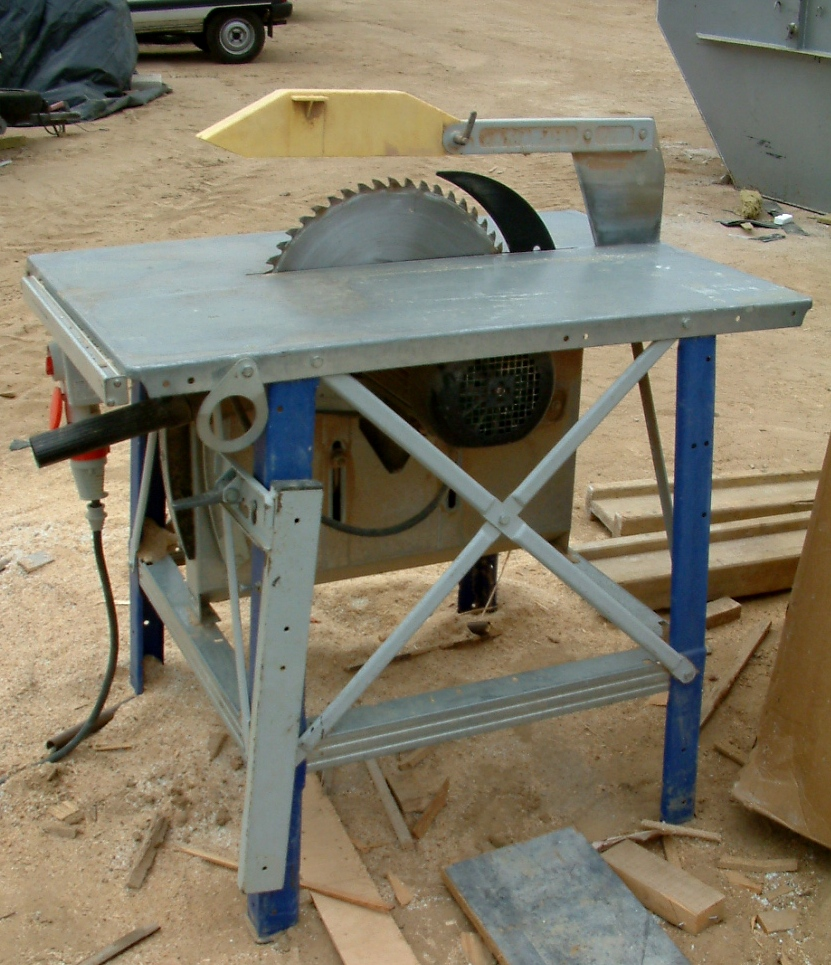
Sega circolare da banco
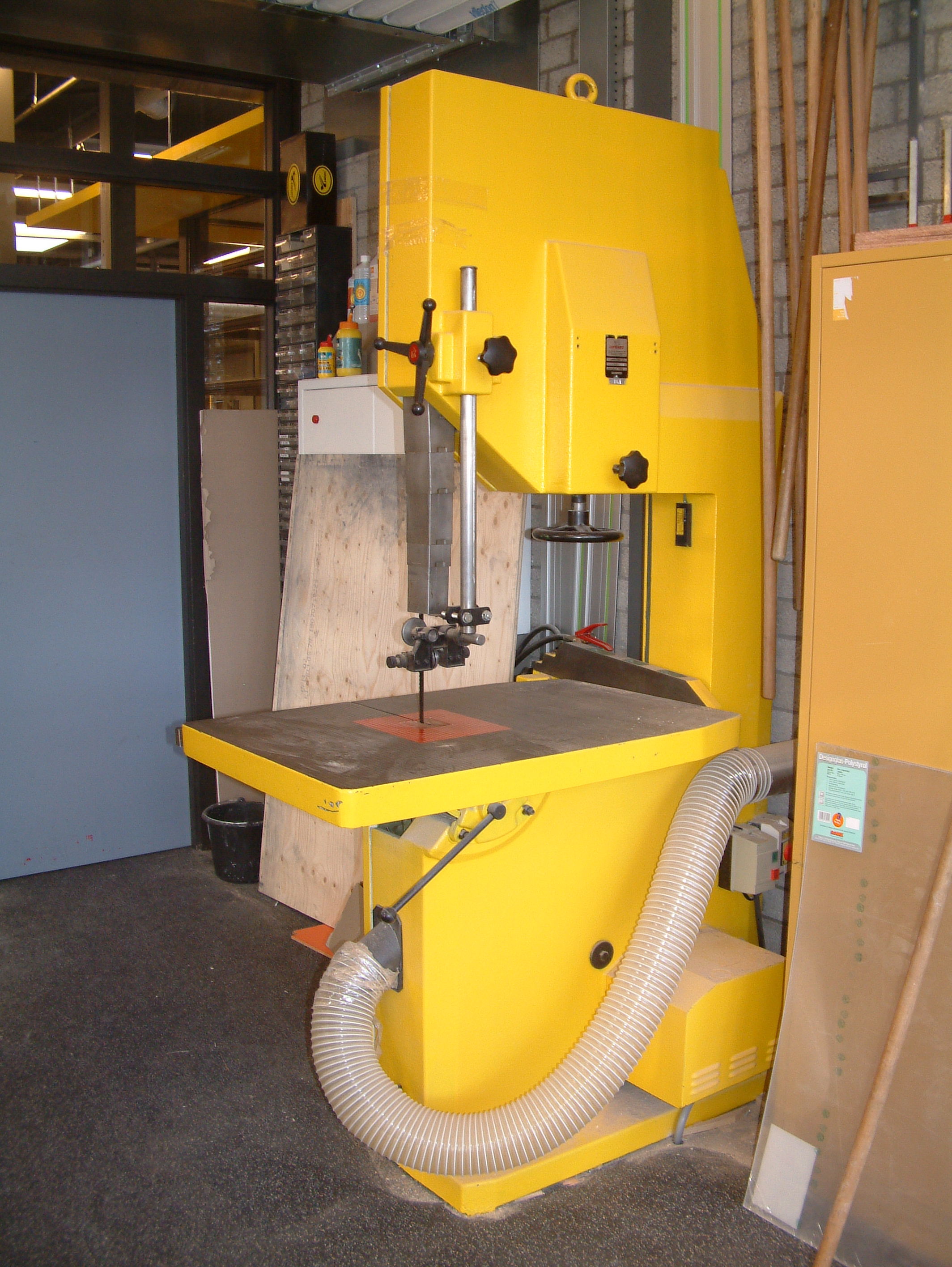
Sega a nastro